# Siegfried Rasp
Siegfried Rasp (* 10. Januar 1898 in München; † 2. September 1968 in Murnau am Staffelsee) war ein deutscher General der Infanterie im Zweiten Weltkrieg.

## Leben
Rasp trat während des Ersten Weltkrieges am 6. September 1915 als Fahnenjunker in die Bayerische Armee ein. Am 1. Oktober 1916 wurde er im 1. Infanterie-Regiment „König“ zum Leutnant befördert und diente ab Januar 1917 als Bataillonsadjutant. Bis Kriegsende, das Rasp als Regimentsadjutant erlebte, wurde er mit beiden Klassen des Eisernen Kreuzes, dem Militärverdienstorden IV. Klasse mit Schwertern sowie dem Verwundetenabzeichen in Schwarz ausgezeichnet.
1919 wurde er in die Vorläufige Reichswehr übernommen und diente im Reichswehr-Schützen-Regiment 41, später im 19. (Bayerisches) Infanterie-Regiment. Ab 1925 fungierte er als Oberleutnant und Bataillonsadjutant. Ab Oktober 1927 absolvierte Rasp die Führergehilfenausbildung im Stab der 5. Division in Stuttgart und der 7. (Bayerische) Division in München. Ab September 1930 diente Rasp in der 5. Nachrichten-Abteilung sowie ab 1932 als Kompaniechef in der 4. (Sächsische) Nachrichten-Abteilung, bei welcher er zum Hauptmann befördert wurde. 1934 erfolgte eine Versetzung nach Berlin, wo er als Taktiklehrer an der Kriegsakademie tätig war. Rasp wurde 1937, während der Aufrüstung der Wehrmacht, als Major in den Stab des Münchener VII. Armeekorps versetzt. Später diente er als Zweiter Generalstabsoffizier (Ib) im Stab des Breslauer VIII. Armeekorps und im neu gebildeten Nürnberger XIII. Armeekorps. Im November 1938 wurde er zum Ersten Generalstabsoffizier (Ia) der 17. Infanterie-Division ernannt und als solcher im Februar 1939 zum Oberstleutnant befördert.
Mit dieser Division nahm Rasp 1939 am Überfall auf Polen teil. Nach dessen Abschluss wurde er zeitweilig im Generalstab der 1. Armee eingesetzt und war ab Januar 1940 wiederum im Ausbildungswesen tätig, diesmal beim Generalstabslehrgang Dresden. Kurz vor dem Waffenstillstand mit Frankreich erfolgte die Ernennung zum Ia der 7. Armee im Westen, wo er anschließend bis Mai 1942 tätig war und zum Oberst i. G. befördert wurde.
Seine nächste Verwendung war die des Chefs des Generalstabes des an der Ostfront bei der Heeresgruppe Mitte eingesetzten XXIII. Armeekorps. Im August 1943 übernahm er für kurze Zeit die Führung der 3. Gebirgs-Division sowie anschließend der 335. Infanterie-Division (beide Divisionen waren zu dieser Zeit in der Ukraine eingesetzt). Am 1. November folgte Rasps Beförderung zum Generalmajor. Als Kommandeur der 335. Infanterie-Division wurde Rasp am 27. Januar 1944 mit dem Deutschen Kreuz in Gold sowie am 15. April 1944 mit dem Ritterkreuz des Eisernen Kreuzes ausgezeichnet und im Mai 1944 zum Generalleutnant befördert.
Nach seiner zeitweiligen Versetzung in die Führerreserve wurde Rasp im Juli 1944 Kommandeur der neu formierten 78. Grenadier-Division. Von September bis Dezember 1944 diente er als Chef des Führungsstabs Nordküste und wurde als solcher am 1. Dezember 1944 zum General der Infanterie befördert. Als Nachfolger von Friedrich Wiese übernahm Rasp wenig später die Führung der 19. Armee im Elsass, die er bis Mitte Februar 1945 behielt. Anfang April 1945 wurde er Kommandierender General des neu gebildeten Korps „Ems“ (zuvor XXXI. Armeekorps), was er bis zur Kapitulation blieb.
Während seiner Kriegsgefangenschaft, die bis Februar 1948 dauerte, diente Rasp als Kommandant im Kriegsgefangenenlager Munster.